# Uschi Nerke
Ursula Nerke-Petersen (14 de enero de 1944), conocida profesionalmente como Uschi Nerke, es una actriz y presentadora de televisión alemana. Se dio a conocer como presentadora del programa mensual de televisión musical Beat-Club que se emitió de 1965 a 1972 y como presentadora de su sucesor Musikladen hasta 1978.

## Biografía
Uschi Nerke nació en Komotau, lo que ahora se conoce como Chomutov, República Checa.
La familia de Nerke fue expulsada de Sudetenland en 1946. Tras asistir a la escuela en Hamburgo y, a partir de 1957, en Bremen, Nerke realizó un aprendizaje como dibujante de 1962 a 1965 en la Baugewerkschule, que más tarde se convirtió en la Hochschule Bremen, y al mismo tiempo estudió arquitectura. De 1968 a 1978, tras licenciarse como ingeniera, dirigió su propio estudio de arquitectura.
A principios de la década de 1960, Nerke apareció como cantante, fue descubierta por Hans Hee y lanzó un sencillo bajo el nombre de Karina en Teldec con las exitosas canciones "Ein kleiner Traum" y "Hier ist mein Platz". Rudi Carrell la recomendó entonces como presentadora.
De 1965 a 1972 y de nuevo de 1980 a 1981 condujo el Beat-Club en la televisión de Radio Bremen con socios cambiantes. Uno de los improperios de Nerke en 1966 o 1967 durante una emisión en directo le valió una advertencia de su jefe Mike Leckebusch.
Por último, pero no menos importante, sus minifaldas, diseñados y cosidos por ella misma, dejaron una impresión duradera.
En el programa de seguimiento Musikladen, estuvo en cámara con Manfred Sexauer desde 1972 hasta 1979. Por ello, recibió el Bravo Otto de oro en la categoría "presentadora de televisión" en 1975 y el de bronce en la categoría "estrella de la televisión" en 1976.
En 2011, Nerke-Petersen grabó dos canciones, "At Your Side" y "Wishing Me Away", compuestas por Norbert Görder y producidas por Taff Staff Music de Herford.
Hasta el 12 de enero de 2013, presentó su propio programa de radio Beat-Club en Radio Bremen Eins todos los sábados de 13 a 15 horas. Aparece como presentadora en muchos eventos de la época.

## Vida personal
Nerke tiene un hijo (nacido en 1978) de su primer matrimonio en 1978. Está casada con el comerciante textil Günther Petersen desde 1988 y vive en Seevetal, cerca de Hamburgo.

## Filmografía
| Título                            | Año       | Personaje       | Notas               |
| --------------------------------- | --------- | --------------- | ------------------- |
| Beat-Club                         | 1965-1972 | Anfitriona      | Serie de televisión |
| Die Montagsmaler                  | 1975      | Ella misma      | Serie de televisión |
| Musikladen                        | 1972-1978 | Coanfitriona    | Serie de televisión |
| Deichking                         | 2006      | Elfriede Hansen | Película            |
| Stayin' Alive – 50 Jahre Bee Gees | 2013      | Ella misma      | Documental          |